# 長城鳥屬
長城鳥屬是一種生存於下白堊紀的鳥類。牠的化石於中國的炒米店子組發現，介乎於巴列姆階與阿普第階的邊界，年代約1億2500萬年前。長城鳥除了模式標本（編號 GMV-2129，一副稍為破損的骨骼，分為陽模和陰模）外，只有少量的遺骸被發現。
長城鳥下只有一個物種：橫道子長城鳥（C. hengdaoziensis，或稱橫道長城鳥），是著名的孔子鳥的親屬。長城鳥有微彎的喙，較孔子鳥的短及高。 关于它们之间喙的差异是否表明长城鸟吃水果，目前还不清楚。長城鳥完模標本有兩條長及像絲帶的尾巴羽毛。長城鳥頭上有一簇或冠，有點像現今的冠蕉鵑屬。

## 外部連結
- cornishcrispa.co.uk[永久]
- 恐龍博物館──長城鳥
- Dinosauricon: Skeleton drawing （页面存档备份，存于）
- Dinosauricon: Reconstruction （页面存档备份，存于）